# 布鲁诺·博什尼亚克
布鲁诺·博什尼亚克（1983年7月9日—），克罗地亚男子单板滑雪运动员。他曾代表克罗地亚参加2018年和2022年冬季残疾人奥林匹克运动会单板滑雪比赛，其中2018年冬季残奥会获得一枚铜牌。